# Gongrocnemis reimoseri
Gongrocnemis reimoseri är en insektsart som beskrevs av Max Beier 1954. Gongrocnemis reimoseri ingår i släktet Gongrocnemis och familjen vårtbitare. Inga underarter finns listade i Catalogue of Life.